# Dobrodošli
Dobrodošli (montenegrinisch für „Willkommen“) ist ein Lied der montenegrinischen Sängerin Nina Žižić. Mit dem Titel vertrat sie Montenegro beim Eurovision Song Contest 2025 in Basel.

## Hintergründe
Žižić nahm im November 2024 an der Show Montesong statt, die als Vorentscheidung für den kommenden Eurovision Song Contest diente. Obwohl sie die von der Jury die Höchstpunktzahl erhalten hatte, erreichte sie hinter der Band NeonoeN lediglich den zweiten Platz mit 19 Punkten.
Kurz nach dem Sieg der Band entschied sich der Rundfunk RTCG jedoch dazu, Nina Žižić als Repräsentantin Montenegros auszuwählen, nachdem bekannt wurde, dass der Siegertitel Clickbait bereits 2023 auf einem Festival in Zabjelo (Podgorica) aufgeführt wurde, was einen Regelbruch des Eurovision Song Contest darstellte.
Text und Musik stammen von Violeta Mihajlovska und Boris Subotić, die Musik von Subotić allein. Produziert wurde das Lied von Darko Dimitrov, der bereits mehrfach Titel für den Eurovision Song Contest schrieb. Žižić nahm bereits 2013 gemeinsam mit der Gruppe Who See am Wettbewerb teil.
Laut Žižić sei der Vorschlag zur Teilnahme von Mihajlovska gekommen. Der durch Subotić entstandene Titel sei für die Interpretin selbst unerwartet gewesen, da sie nicht mit einer Ballade, sondern mit einem Dance-Song mit weniger ernstem Text gerechnet habe. Nach kurzem Zögern habe sie sich schließlich für die Teilnahme an Montesong entschieden.

## Inhaltliches
Žižić erklärte, dass der Titel von der Stärke von Frauen handele und sie zur Bestärkung aufrufe. Weiterhin seien Tod und Wiedergeburt ein zentrales Thema. Der Text ist auf Montenegrinisch. Die zweite Version von Dobrodošli, die anders arrangiert wurde und Background-Sänger enthält, orientierte sich laut Mihajlovska und Subotić an Musik ähnlich wie von James Bond.

## Veröffentlichung
Der Titel wurde am 10. November 2024 als Musikstream veröffentlicht. Am 10. März 2025 wurde die überarbeitete Version veröffentlicht, die knapp 20 Sekunden länger ist.

## Beim Eurovision Song Contest
Mit dem Titel nahm Montenegro am Eurovision Song Contest teil. Das Land trat hierbei mit Startnummer 2 im zweiten Halbfinales am 15. Mai 2025 an. Für den Wettbewerb wurde eine überarbeitete Version von Dobrodošli angekündigt. Montenegro konnte sich jedoch nicht für das Finale qualifizieren.